# جون (أدميرال صقلي)
كان جون أميرًا يتبع لروجر الثاني من صقلية. والده الأدميرال إيوجينوس وولد في باليرمو حيث انتقلت عائلته هناك من تروينا. كان أخواه اللغثيط فيليب والأمير نيكولاس. كان عمه باسيل. ارتبط جميع أفراد عائلته ارتباطًا وثيقًا بالعائلة المالكة وفي خدمتها. كان نجل جون أيوجينوس الثاني.